# European Synchrotron Radiation Facility
L'European Synchrotron Radiation Facility, en abrégé ESRF (en français « Installation européenne de rayonnement synchrotron »), société civile de droit français créée le 12 janvier 1989, est un des plus importants synchrotrons actuellement en fonctionnement dans le monde avec l'APS du Laboratoire national d'Argonne aux États-Unis, SPring-8 dans la préfecture de Hyōgo au Japon, et le Grand collisionneur de hadrons (LHC) du CERN proche de Genève.
Livré aux scientifiques début 1994 et inauguré sur la presqu'île scientifique de Grenoble le 30 septembre 1994, cet accélérateur d'électrons de 844 mètres de circonférence permettant d'explorer la matière et le vivant à l'échelle de l'atome est financé par vingt-deux pays membres et accueille chaque année près de 7 000 chercheurs.
Plusieurs lauréats de prix Nobel ont utilisé les installations de l'ESRF, notamment lors de la découverte de la structure et du fonctionnement du ribosome.
Le 10 décembre 2018, dans le cadre de son projet Extremely Brilliant Source visant à  améliorer ses performances, le synchrotron est arrêté pour une durée de vingt mois. À sa reprise d'activité scientifique le 25 août 2020, il devient le premier synchrotron de quatrième génération de haute énergie dans le monde, produisant des rayons X 10 000 milliards de fois plus intenses que ceux utilisés dans le secteur hospitalier,.

## Origine
L'idée d'un grand équipement de rayonnement synchrotron a été lancée à la Fondation européenne de la science en 1975 par le physicien allemand Heinz Maier-Leibnitz. Le nom d'équipement européen de rayonnement synchrotron est utilisé pour la première fois en 1977 lorsqu'un groupe d'experts européens se réunissent afin de proposer la construction d’un équipement synchrotron. En 1983 débute la phase d'étude du projet avec la première réunion à Genève de l'European Synchrotron Radiation Project. À l'été 1984, quatre pays sont candidats pour l'implantation du futur synchrotron, le Danemark, l'Italie, l'Allemagne et la France. Au départ promis à Strasbourg, le site de Grenoble est finalement choisi par le gouvernement français en octobre 1984, déclenchant une vague de manifestations en Alsace. En décembre, l'Allemagne et la France s'entendent sur le site de Grenoble où réside déjà l'Institut Laue-Langevin depuis quinze ans. Le premier conseil d'administration où sont invités tous les pays potentiellement intéressés à devenir membres de l'European Synchrotron Radiation Facility a lieu en 1985 avec treize pays. En 1986, le CEA détache Jean-Louis Laclare pour diriger la construction du synchrotron à Grenoble. Le 22 décembre 1987, la phase préparatoire des résultats scientifiques, techniques et financiers s'achève par la signature d'un protocole. Un an plus tard, le 16 décembre 1988, une convention intergouvernementale relative à la construction et à l'exploitation du synchrotron est signée à Paris par onze pays européens : l'Allemagne, la Belgique, le Danemark, l'Espagne, la Finlande, la France, la Grande-Bretagne, l'Italie, la Norvège, la Suède et la Suisse. Les statuts de la société civile sont signés en janvier 1989 à Paris par les ministres de la recherche des onze pays engagés. Les travaux débutent sur le polygone scientifique en 1988 par le déplacement d'un échangeur routier, le gros œuvre de l'anneau étant achevé à l'automne 1991 au moment où les Pays-Bas deviennent le douzième membre. Le gros œuvre du bâtiment administratif s'achève à la fin de l'année 1992 alors que se déroule le premier essai de faisceaux.

## Description générale

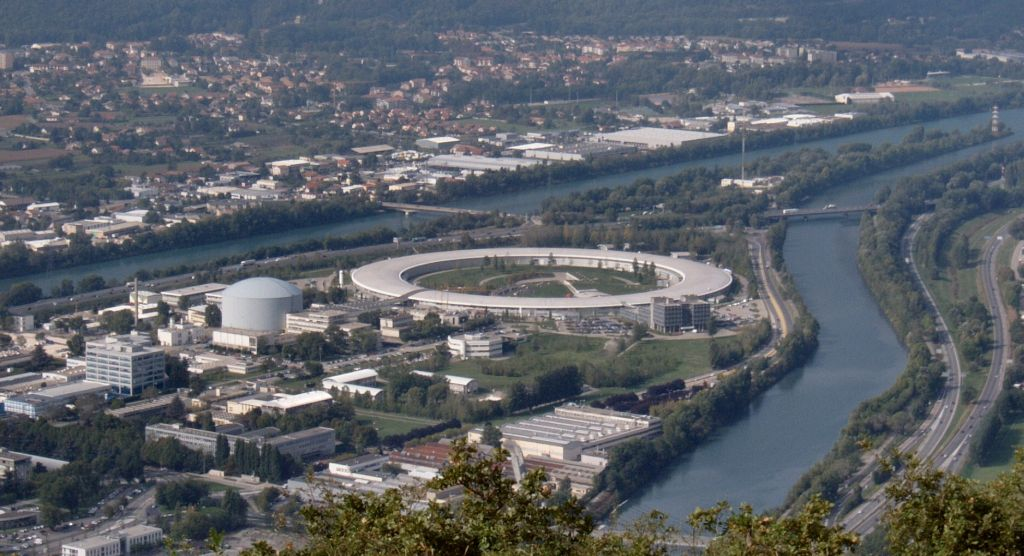
Vue du synchrotron depuis le Mont Jalla.

Situé sur la presqu'île entre Drac et Isère à une altitude de 207 mètres, l'ESRF est composé d'un bâtiment de bureaux pour l'administration et les théoriciens, et d'un accélérateur de particules d'environ 320 mètres de diamètre, où des électrons sont entraînés à très haute vitesse dans un anneau pour produire du rayonnement synchrotron, qui permet d'observer la matière. Les chercheurs utilisent le faisceau synchrotron (essentiellement des rayons X durs) dans des domaines aussi variés que la physique, la biologie, la géologie, la chimie, la médecine ou l’archéologie. Des industries viennent également l'utiliser pour développer leurs produits.

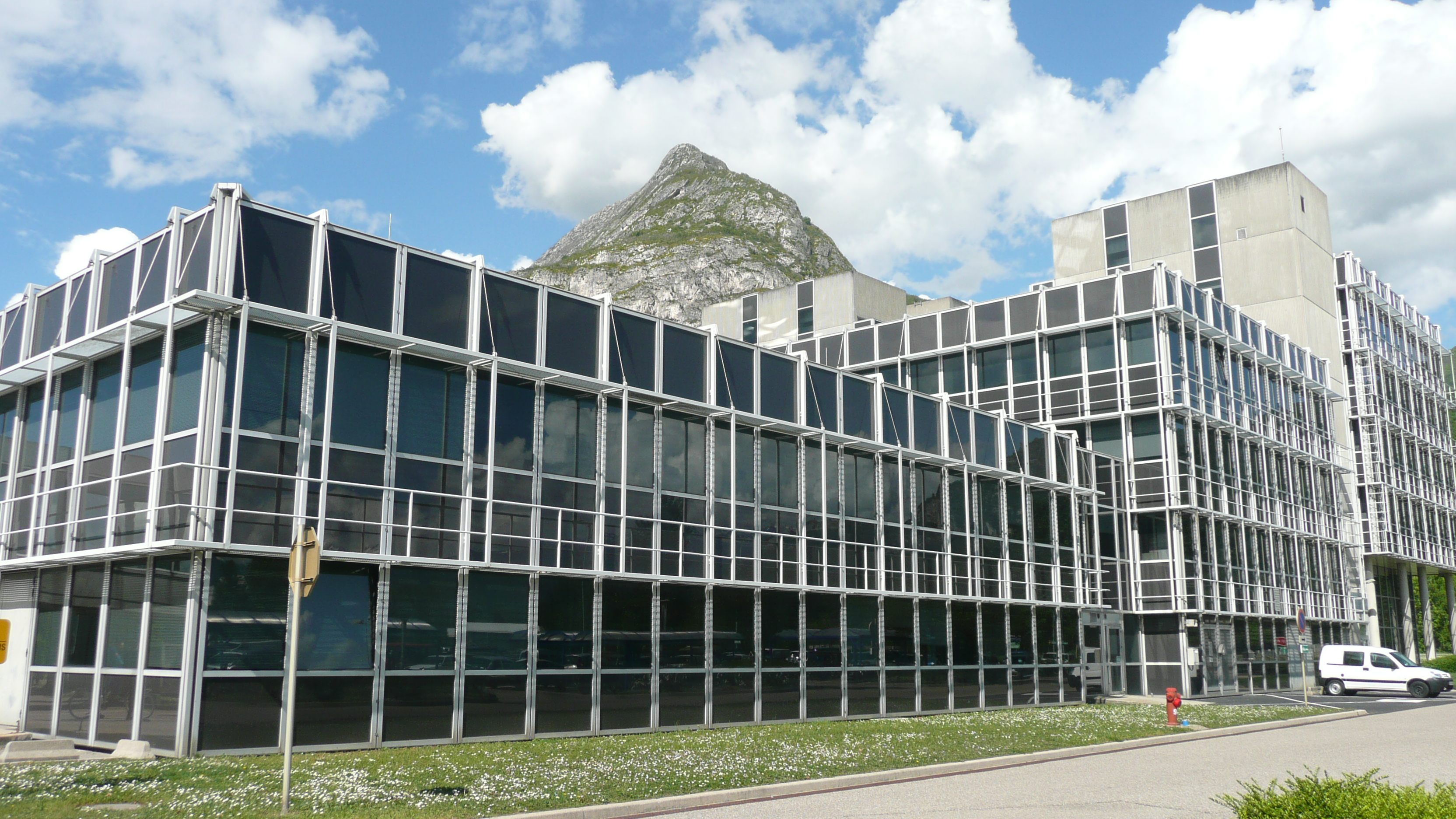
Bâtiment administratif.

Les électrons émis par un canon à électrons sont accélérés dans un accélérateur linéaire et rejoignent un accélérateur circulaire de 300 mètres de circonférence appelé booster synchrotron, qui les accélère jusqu'à une vitesse proche de celle de la lumière. Lorsqu'ils atteignent une énergie de 6 GeV, ils sont injectés dans l'anneau de stockage dans lequel ils tourneront dans l'ultravide (10-9 mbar), pendant des heures. Sous l'action d'aimants de courbure, les électrons sont alors déviés de plusieurs degrés et émettent des rayons X appelés lumière synchrotron, dans une direction tangente au rayon de courbure et constituent ainsi une ligne de lumière. Au démarrage de l'installation en 1994, la brillance du faisceau était de 1018 photons/mm2/mrad2 et seules 15 lignes de lumière étaient en service, mais depuis 1998, quarante-trois lignes de lumière (ou beamlines) sont opérationnelles au sein de l’ESRF. Une ligne de lumière est une zone d'expériences composée de :
- une source de photons issus des électrons tournant dans l'anneau de stockage ;
- une cabine optique pour filtrer et focaliser le faisceau ;
- une cabine expérimentale pour disposer un échantillon à observer et les instruments de mesure ;
- une cabine de contrôle où se placent les expérimentateurs pour contrôler l'expérience.

En 1996, la brillance du faisceau est portée à 1020 photons/mm2/mrad2 puis à 1021 photons/mm2/mrad2 en 2011. Durant l'été 2017, le principe de construire quatre nouvelles lignes de lumière est décidé alors que l'installation comptabilise 44 lignes d'expérience,. Avec la mise en service de l'Extremely Brilliant Source en 2020, la brillance du faisceau est portée à 1022 photons/mm2/mrad2. La mise en service des 4 nouvelles lignes interviendra en 2023 portant alors les capacités de l'ESRF à 48 lignes d'expérience.

### Chiffres

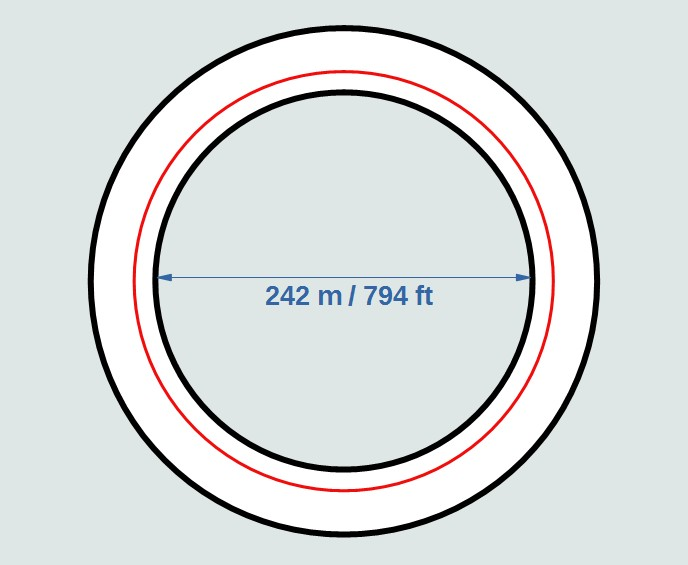
L'anneau de l'accélérateur (en rouge) fait 844 mètres de circonférence. Celle du bâtiment est de 1020 mètres pour sa façade externe.

Le coût de construction de l’ESRF a été de 2,598 milliards de francs. L'institution emploie environ 630 personnes et accueille chaque année près de 7 000 chercheurs qui se succèdent pour effectuer leurs expériences en provenance des 22 pays participant à son financement. Ainsi, le comité scientifique du synchrotron doit faire le tri parmi 2 000 propositions d’expériences reçues chaque année afin de n'en retenir que 900. Le budget annuel de l'ESRF est de 100 millions d'euros. Avant même l'amélioration de ses performances en 2019, alors qu'il n'était encore qu'un synchrotron de troisième génération, l'ensemble des flux de données de l'ESRF était de deux pétaoctets chaque année. Ces données devraient largement s’accroître dans l'avenir.
Durant les vingt premières années de son existence, les expériences menées au synchrotron ont donné lieu à 25 166 articles de références dans de nombreuses revues, dont certaines au facteur d'impact élevé comme Science ou Nature. La barre des 30 000 publications est franchie en septembre 2017. De nos jours, environ 1 900 publications dans des revues scientifiques sont produites chaque année par les chercheurs accueillis ou travaillant au synchrotron. En avril 2014, soit vingt ans après les premières expériences, l'institution décide de modifier son logo en utilisant un bleu plus sombre et en développant une partie de son acronyme au bas du logo.
L'anneau technique de circulation des électrons fait 844 mètres de circonférence (soit 269 m de diamètre), mais le bâtiment l'abritant fait environ 760 mètres pour son côté intérieur et environ 1 020 mètres pour son côté extérieur. Un passage surélevé permet de franchir l'anneau afin d'y faire accéder des véhicules dans sa partie centrale.

### Formation spécifique du synchrotron
Selon Gabriel Chardin, physicien et président du comité Très grandes infrastructures de recherche au centre national de la recherche scientifique, l'ESRF fait partie des très grandes infrastructures de recherche. Ainsi, en lien avec une autre très grande infrastructure située à proximité, l'institut Laue-Langevin, une formation annuelle est dispensée par l'université Grenoble-Alpes et l'institut polytechnique de Grenoble aux étudiants, post-doctorants et scientifiques internationaux dans le domaine des neutrons, du rayonnement synchrotron ainsi qu'en physique de la matière condensée. Portant le nom d'Hercules, acronyme anglais de Higher European Research Course for Users of Large Experimental Systems, cette formation théorique et pratique d'une durée d'un mois existe depuis 1991 et reçoit 80 étudiants formés par 150 enseignants pour comprendre et utiliser ces instruments très sophistiqués.

### Extension de ses performances

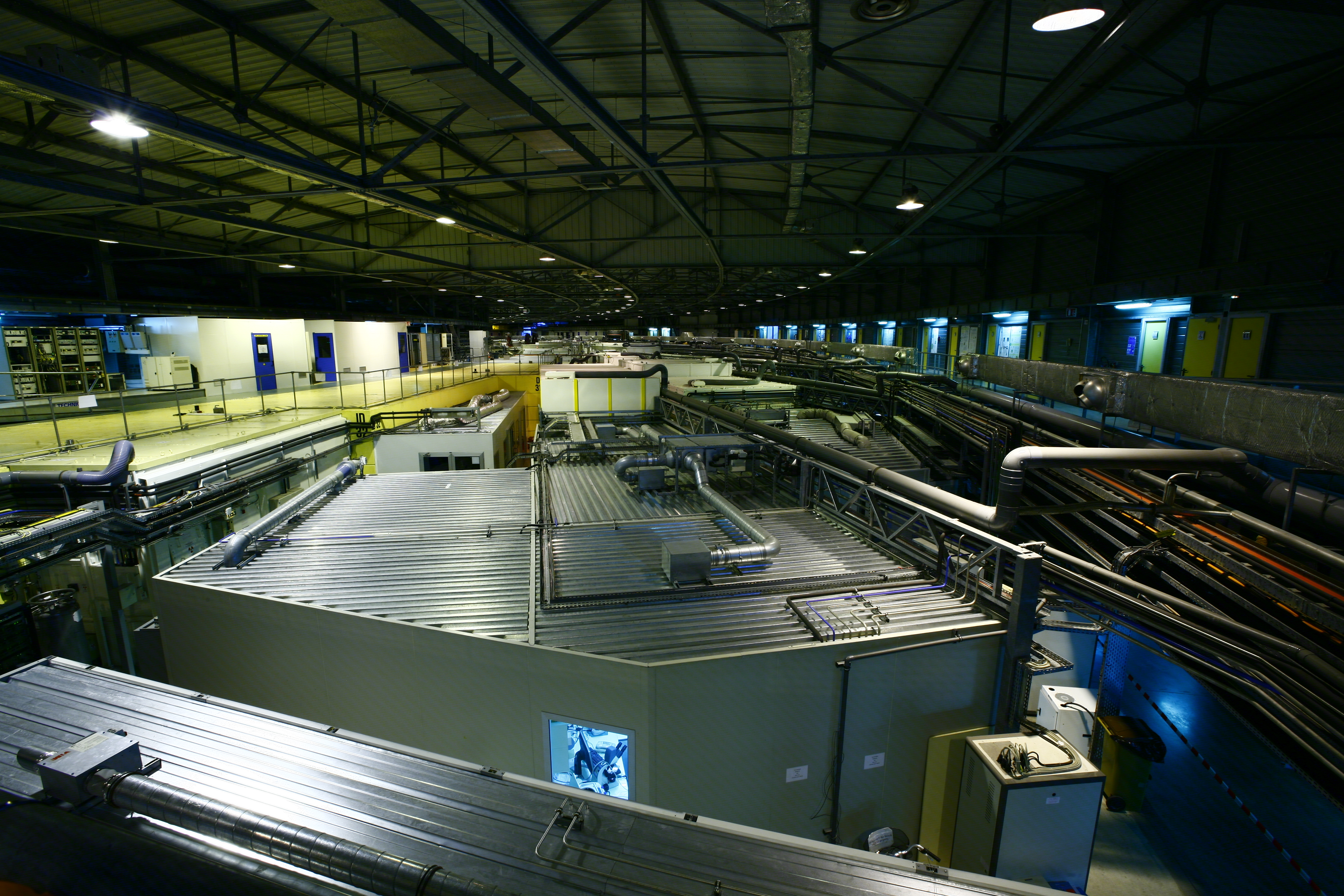
Hall principal avec l'anneau de stockage (gauche, en jaune) et des lignes de lumière.

À partir de 2009, un ambitieux programme d'amélioration du synchrotron est mis en œuvre afin d'en faire un synchrotron de quatrième génération. Le groupe Vicat est chargé de la construction du gros œuvre dans ce programme d'extension comportant deux parties. La première qui s'étale de 2009 à 2015 pour un montant de 180 millions d'euros, voit l'inauguration le 24 juin 2013 du nouveau hall expérimental Belledonne de 8 000 m2, la création d'une nouvelle génération de lignes de lumière (19 stations) ainsi qu'une amélioration notable des équipements scientifiques et de mesure. Avant même la deuxième phase de travaux qui consistera à augmenter la brillance des rayons d'un facteur 100, les rayons X de l'ESRF sont déjà cent milliards de fois plus brillants que les appareils radiographiques utilisés dans les hôpitaux.
La deuxième période d'extension doit s'étendre de 2015 à 2022 pour un montant de 150 millions d'euros et permettre ainsi de maintenir l'ESRF comme la source de rayons X la plus performante au monde. En décembre 2015, la Banque européenne d'investissement annonce son intention de débloquer 65 millions d'euros pour ce projet baptisé Extremely Brilliant Source. Après l'installation en 2018 de nouveaux aimants dont certains proviennent de l'Institut de physique nucléaire Budker en Sibérie, cette seconde phase de travaux nécessitera l'arrêt du fonctionnement du synchrotron entre janvier 2019 et l'été 2020 afin de moderniser les stations d'utilisateurs avec de nouveaux paramètres. Les chercheurs disposeront alors de faisceaux cent fois plus intenses, cohérents et stables que ceux développés en 2015.
Cependant, la fermeture programmée de l'installation n'empêche pas l'acquisition d'une nouvelle génération d'instruments ultra perfectionnés, puisque l'instrument FAME-UHD, grand frère de FAME ouvert en 2002, entre en service en janvier 2017. Acronyme de French Absorption Spectroscopy in Materials and Environmental Sciences – Ultra High Dilution (« Spectroscopie d'absorption française en matériaux et sciences de l'environnement - Dilution ultra haute »), il permet de déterminer la forme chimique et la structure d’éléments ultra dilués par spectrométrie d'absorption des rayons X, ouvrant de nouveaux domaines d'études comme l'écotoxicologie. C'est également le cas dans le domaine de la cryo-microscopie électronique où l'ESRF inaugure le 10 novembre 2017 en présence des prix Nobel de chimie, Bernard Feringa et Ada Yonath, Titan Krios, le plus puissant microscope électronique au monde. D'un coût de plus de cinq millions d'euros, il est le plus performant au monde en termes de résolution et reste accessible aux autres partenaire de l'EPN science campus. En permettant d'étudier des molécules encore difficilement observables, il permettra de trouver des solutions contre les épidémies humaines. Les premiers résultats de Titan Krios arrivent dès février 2019 lorsque les chercheurs observent pour la première fois à l’échelle atomique les mouvements du récepteur 5-HT3 de la sérotonine, impliqué dans la conception de médicaments anti-nauséeux utilisés notamment lors d'une chimiothérapie ou d'une radiothérapie.
Le 27 novembre 2018, une cérémonie regroupant les représentants des 22 pays membres célèbre les 30 ans de l'installation. Avec plus de 32 000 publications, l'occasion est rappelée à la presse que l'installation va s'arrêter durant vingt mois pour une mise à niveau permettant d'avoir le premier synchrotron de quatrième génération dans le monde.
Après trois mois de démontage des 1 720 tonnes de l'ancienne installation entamé le 10 décembre 2018, les premiers éléments de la nouvelle machine sont installés dans le tunnel circulaire en mars 2019. Les premiers électrons sont injectés dans le nouvel anneau de stockage le 28 novembre suivant, lançant ainsi une longue période de tests. Le premier faisceau de rayons X est obtenu le 30 janvier 2020 avec un mois d'avance sur le planning. Le faisceau est réduit à un ruban de 2 micromètres de haut et de 20 micromètres de large, soit 1/30e de la taille de l'ancien faisceau. En avril 2020, alors que la phase de test est toujours en cours, l'ESRF propose l'utilisation d'une partie de ses équipements aux chercheurs dans la lutte contre la maladie à coronavirus 2019, notamment Titan Krios, son plus puissant microscope.

## Partenariats et fédérations
La présence d'autres organismes internationaux de recherche sur le site de la presqu'île a permis au synchrotron de rejoindre l'EPN science campus (European Photon and Neutron Science Campus) dès sa création en 2010, composé de l'Institut Laue-Langevin, du Laboratoire européen de biologie moléculaire et de l'Institut de biologie structurale, profitant de la proximité unique au monde d’une source de neutrons et d’une source de rayons X extrêmement intenses.
Le synchrotron européen est également membre fondateur de l'institut de recherche technologique Nanoelec, ainsi que de l'EIROforum depuis 2002.
En 2018, le directeur de l'Institut Laue-Langevin annonce un nouveau partenariat entre son institut, l'ESRF et l'entreprise allemande OHB-System spécialisée dans le domaine spatial. Les capacités de ces organismes de recherche en matière de caractérisation des matériaux permettront à ce secteur de pointe de faire de grands progrès techniques.

## Résultats scientifiques
Le temps d'utilisation des faisceaux est attribué par compétition en fonction de la qualité scientifique des propositions reçues par le synchrotron. Les nombreux résultats de la recherche à l'ESRF portent dans les domaines des matériaux, de la nanoscience, des sciences de la Terre, des sciences de la vie, de la physique fondamentale et de la chimie. Le plus souvent dévoilés dans des revues scientifiques internationales, certains résultats de recherches peuvent être disponibles sur la chaîne YouTube de l'ESRF.

## Médiatisation de résultats
Le synchrotron européen peut être représenté lors de grands congrès ou conférences scientifiques à travers le monde comme le TechConnect World 2016 se déroulant en mai 2016 à Washington, mais l'ensemble de ses résultats sont présentés par des communiqués de presse selon les disciplines concernées.

### Vestiges antiques
En 2013, un programme ambitieux de déchiffrement de rouleaux de papyrus antiques provenant d'Herculanum mais carbonisés lors de l'éruption du Vésuve en 79 et découverts en 1752 a débuté grâce à la lumière des rayons X du synchrotron,,. Réduits à l'état de cylindres carbonisés, la plupart de ces 1 840 fragments de rouleaux étaient restés illisibles jusqu'à nos jours, faute d'une technique capable de les déchiffrer sans risquer de les détruire. Deux mots et les lettres de l'alphabet grec ont pu être distinguées, mais reste à reconstituer les textes. Le 21 mars 2016, des résultats de l'équipe internationale chargée du déchiffrement de ces papyrus révèlent la présence d'une quantité non négligeable de plomb dans l'encre de deux fragments de papyrus. Cette présence inattendue de plomb et avec une concentration élevée, doit faciliter la lecture de ces papyrus.
Fin 2013, une petite boite de 4 centimètres trouvée dans les années 1980 dans la crypte du musée archéologique Grenoble Saint-Laurent, a pu être analysée finement grâce aux rayons X du synchrotron. Trop endommagée pour être ouverte sans dégâts, cette boite du XVIIe siècle conservée depuis une trentaine d'années a révélé trois médailles portant des iconographies religieuses ainsi que deux perles. Ces examens fournissant des indices sur l'évolution des religions et des rites religieux au XVIIe siècle,.
En 2020, l'équipe chargée de la conservation de l'épave du Mary Rose coulé en 1545, fait appel à l'ESRF afin d'apporter de nouvelles solutions de conservation. De minuscules fragments de bois sont envoyés au synchrotron et analysés par ses puissants faisceaux de rayons X avec tomodensitométrie. Il ressort de l'étude publiée en octobre 2021 que des nanoparticules contenant du zinc et provenant d'anciennes colonies de bactéries anaérobies provoquent la détérioration de la structure en bois. De plus, le polyéthylène glycol utilisé depuis 1994 pour le traitement de la coque se décompose en acides et menace également la structure du navire de guerre. Après l'établissement du nouvel état de l'épave, les scientifiques peuvent établir une nouvelle stratégie de conservation.

### Paléontologie humaine, végétale et animale
L'ESRF possède également des scientifiques spécialisés dans les domaines de la paléontologie qui ont contribué à faire des découvertes capitales grâce à ses installations car des fossiles souvent uniques peuvent être auscultés sans le moindre dommage. Au fil des années, l'ESRF s'est constitué dans cette discipline une remarquable base de données d'images tridimensionnelles. En matière de paléoanthropologie, après l'imagerie de l'hominidé primitif Sahelanthropus tchadensis (plus connu sous le nom Toumaï) daté d'environ 7 millions d'années en 2003, puis en 2006, ses installations ont reçu en février 2010 les restes d'un individu de la nouvelle espèce Australopithecus sediba découverte en 2008 en Afrique du Sud. Scannés 24 heures sur 24 pendant treize jours, les os vieux d'environ 1,97 million d'années ont permis une reconstitution tridimensionnelle du crâne et la détermination de l'âge du spécimen à sa mort.
En 2009, les rayons X du synchrotron européen servent les spécialistes de paléobotanique en permettant de valider la présence de bois dans un fossile vieux de 407 millions années retrouvé en 2006 par une paléobotaniste dans une carrière de Maine-et-Loire. Portant le nom d'Armoricaphyton chateaupannense, il détrône ainsi des découvertes similaires de bois fossilisé faites au Canada mais datées de seulement 397 millions d'années.
En ce qui concerne la paléozoologie, 356 inclusions animales ont été collectées en 2008 dans 640 morceaux d'ambre complètement opaque, révélant la présence d'insectes et d'autres petits animaux (acariens, araignées, crustacés) d'une taille allant de 0,2 mm à 10 mm. Des animaux de plus grande taille ayant probablement eu la force de pouvoir s'échapper du piège. Les chercheurs peuvent les représenter en 3D avec une grande précision, et même les extraire virtuellement de la résine datant d'environ 100 millions d'années. Le synchrotron européen permet de radiographier la matière avec une extrême précision comme la nageoire fossile d'un poisson vieux de 380 millions d'années, l'Eusthenopteron. Grâce au synchrotron, des chercheurs du Centre national de la recherche scientifique ont pu comprendre en étudiant un poisson vieux de 415 millions d’années comment la face s’était assemblée lors de la transition entre vertébrés sans et avec mâchoires. Dans ce même service, les plus vieux spermatozoïdes fossilisés au monde ont été identifiés en 2014. Vieux de 17 millions d'années, ils ont été trouvés dans l'organe reproducteur d'une minuscule crevette vivant dans une zone devenue le nord de l'Australie de nos jours. Ces spermatozoïdes mesurent 1,3 millimètre, soit une taille légèrement supérieure à celle du crustacé lui-même.
En juillet 2015, une équipe scientifique internationale a découvert la nature de petits œufs fossiles vieux de 125 millions d'années grâce à la puissante lumière des rayons X du synchrotron. Découverts en 2003 sur le site de Phu Phok dans la province de Sakhon Nakhorn en Thaïlande, ces œufs dont l'analyse de l'époque laissait penser à de petits dinosaures théropodes ou à des oiseaux du fait de leur coquille dure se sont révélés être des œufs de lézard anguimorphe,.

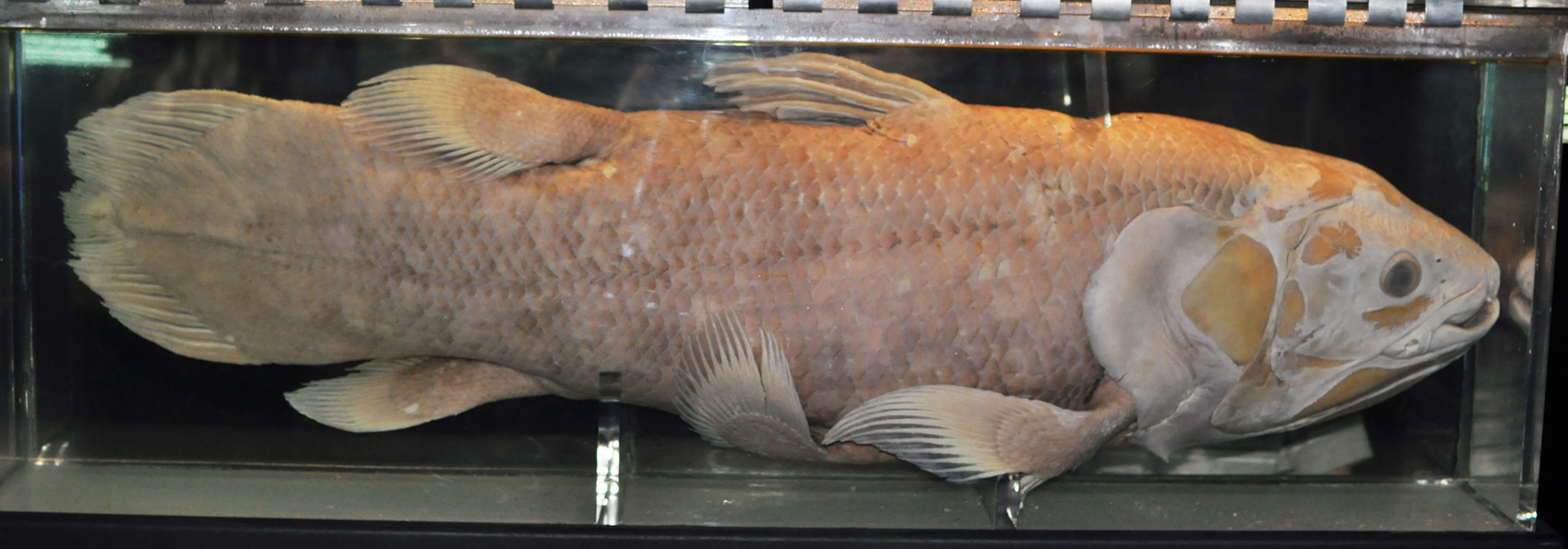
Spécimen de cœlacanthe.

En septembre 2015, une équipe scientifique franco-brésilienne publie dans la revue britannique Nature Communications, une découverte sur le cœlacanthe. L'examen au synchrotron d'un échantillon de ce poisson à l'aspect préhistorique et en voie de disparition a permis de mettre en évidence la présence d'un poumon caché, non fonctionnel, jouant un rôle de ballast rempli de graisse lui permettant d'évoluer jusqu'à 800 mètres de profondeur. D'autre part, l'examen d'individus au stade embryonnaire a mis en évidence le développement d'un poumon comme de nombreux mammifères marins, mais qui voit son développement s'arrêter au profit de l'organe graisseux dans le cas de ce poisson. Les signataires de l'étude pensent que le cœlacanthe en vivant du Dévonien jusqu'au Crétacé à la surface de l'océan a pu trouver par la suite les ressources pour s'adapter aux crises environnementales du Crétacé et du Paléogène et vivre ainsi en grande profondeur jusqu'à nos jours,.
En mai 2016, une équipe de chercheurs du synchrotron annoncent dans la revue scientifique eLife, avoir étudié pour la première fois le cœur fossilisé d'un poisson vieux de 119 millions d'années. L'étude d'un fossile de cœur de Rhacolepis, poisson vivant dans une région devenue le Brésil, montre qu'il possédait cinq valves. En juillet 2016, une équipe de chercheurs d'Afrique du Sud scanne un squelette fossilisé complet d'un petit dinosaure découvert en 2005 en Afrique du Sud et vieux de 200 millions d'années. La dentition de l'heterodontosauridae scanné a révélé des os du palais de moins d'un millimètre d'épaisseur.

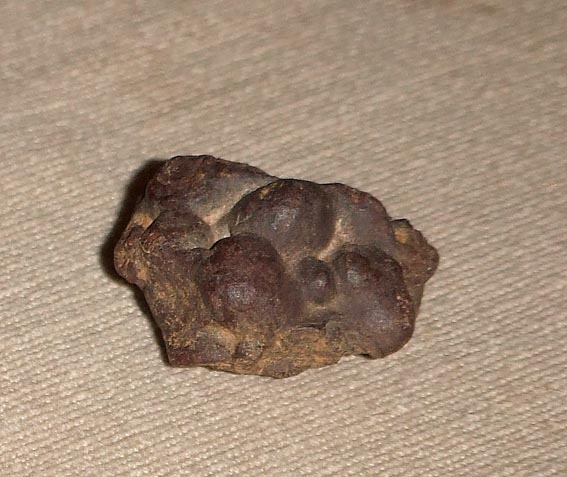
Coprolithe de lézard datant de l'éocène (environ 40 millions d'années).

Début 2017, des œufs de dinosaures, de la famille des Mussaurus, vieux de 200 millions d'années sont scannés par l'ESRF afin de découvrir les raisons de l'augmentation spectaculaire de la taille de cette espèce au fil du temps. D'une taille de 37 centimètres, ces individus sont devenus 100 millions d'années plus tard, des animaux pesant plusieurs dizaines de tonnes. Découverts dans le désert de Patagonie en Argentine au début des années 2000, les œufs sont scannés durant quatre jours et quatre nuits afin de percer cette énigme de la nature. Cependant l'analyse des volumineux résultats obtenus demandera plusieurs années de recherche.
Quelques mois plus tard, une équipe de chercheurs du synchrotron et de l'université d'Uppsala en Suède publient un article dans la revue Scientific Reports présentant l'examen de matières fécales fossilisées vieilles de 230 millions d'années d'un animal spécialisé dans l'alimentation de coléoptères. L'examen en trois dimensions de ces coprolithes provenant de Pologne et rendu possible grâce au rayonnement synchrotron, fait découvrir des restes de coléoptères comme des ailes et une partie d'une jambe, représentant trois espèces différentes, tous parfaitement conservés.
Toujours en 2017, l'institution reçoit pour analyse le crâne d'un "petit grand singe" d'une nouvelle espèce (Nyanzapithecus alesi). Le scanner en trois dimensions révèle un crâne vieux de 13 millions d'années, le seul connu d'un ancêtre des grands singes actuels (dont l'homme) avec ses dents définitives encore dans la mâchoire montrant que l'individu avait 1 an et 4 mois au moment de sa mort,.
Le 6 décembre, la revue Nature dévoile la découverte au synchrotron européen d'une nouvelle espèce de dinosaure aux caractéristiques surprenantes et vivant il y a environ 72 millions d'années en Mongolie. Il s'agit d'un bipède, mélange entre un velociraptor, une autruche et un cygne avec un museau de crocodile et des ailes de pingouin. D'une longueur de 80 cm environ et doté de griffes tueuses, il pouvait chasser ses proies sur terre en courant ou les chasser en nageant dans l'eau, ce qui constitue une première chez les dinosaures.
En mars 2018, plusieurs fossiles d'Archaeopteryx vieux d'environ 140 millions d'années et examinés aux rayons X du synchrotron révèlent que ce dinosaure à plumes pratiquait un vol actif en se propulsant avec ses ailes. L'étude montre cependant qu'il ne pratiquait pas le vol battu des oiseaux modernes et que ses vols se faisaient sur de courtes distances. De même, l'étude d'un fossile d'un félin vieux de 1,5 million d'années et découvert au début du XXe siècle révèle sa véritable identité, un guépard Acinonyx pardinensis, pris pour un jaguar eurasien par la communauté scientifique pendant plus d'un siècle.

### Biologie et santé humaine
En 2010, un groupe de chercheurs du département de chimie de l'Université de Göteborg, en collaboration avec des équipes de l'École polytechnique Chalmers et d’autres universités européennes, ont observé grâce aux puissants rayons X, les mouvements des atomes au sein de protéines engagées dans un processus de photosynthèse. L'expérience qui a fourni des informations en trois dimensions sur des mouvements de l’ordre de 1,3 angström de molécules, pourrait servir à créer des dispositifs faisant de la photosynthèse artificielle afin de produire l’énergie du futur à partir de la lumière du Soleil.

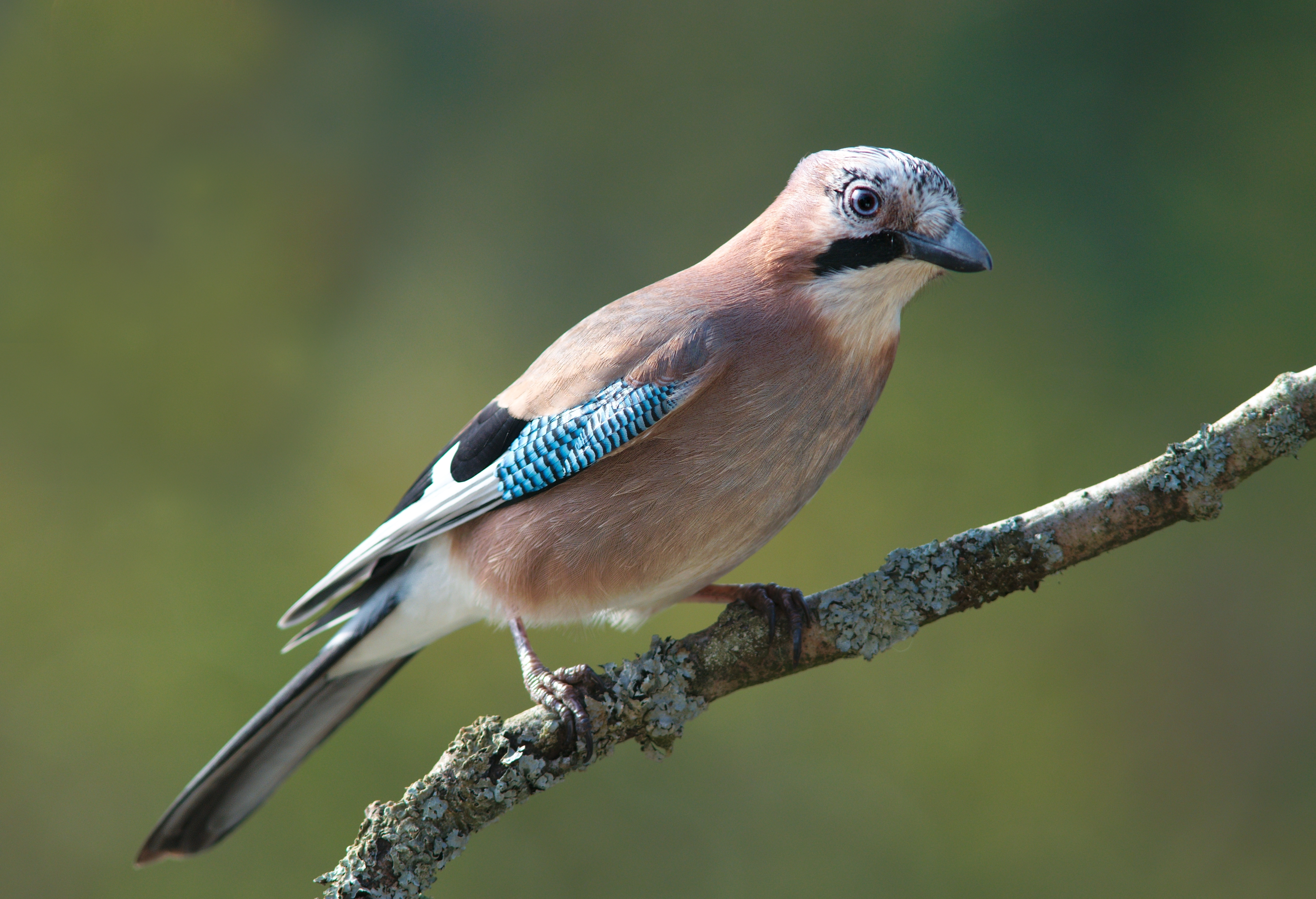
Un geai des chênes.

En 2015, une équipe de scientifiques de l'Université de Sheffield découvre au cours ses recherches menées au synchrotron le secret de la couleur inaltérable de la matière vivante qui ne ternit pas avec le temps. En étudiant les couleurs d'un oiseau comme le geai des chênes, ils comprennent que les couleurs vives des plumes sont dues au niveau d'un poil à la structure spongieuse composée d'orifices et dont la taille et la simple distance entre ces orifices décident de la couleur. Ces deux paramètres déterminent la façon dont l'onde de lumière est renvoyée influençant directement la couleur réfléchie. Au cours des recherches, les scientifiques découvrent que l'animal est même capable de modifier la taille des orifices de cette structure spongieuse, déterminant ainsi la couleur qu'il renvoie. Cette découverte de la disposition de la nanostructure des plumes d'oiseau ouvre de nouvelles perspectives industrielles dans la création de couleurs synthétiques pour les peintures et les vêtements, qui ne terniraient plus.
Avec l'utilisation d'une ligne de rayons X dédiée à la radiothérapie, un traitement des métastases cérébrales entre en phase clinique en 2016. Cette technique permettra d'irradier certaines zones du cerveau humain afin de détruire certaines cellules avec une précision de l'ordre d'un centième de millimètre, grâce au croisement de microfaisceaux déposant une dose de radiation suffisante au point de convergence. L'absence de lésions à proximité immédiate de la trajectoire des microfaisceaux est un avantage considérable par rapport aux techniques actuelles, mais une mise en application demandera encore plusieurs années. L'utilisation de la technique des microfaisceaux montre une grande tolérance des tissus biologiques et intéresse également le Grenoble-Institut des neurosciences afin de bloquer les crises d'épilepsie de patients pharmaco-résistants.
En septembre 2016, une équipe de chercheurs internationaux découvrent avec la lumière du synchrotron que la contamination humaine par du mercure ne provient pas uniquement comme on le pensait jusqu'à présent de la consommation de poisson. L'étude démontre que la présence de mercure de structure moléculaire très spécifique dans un cheveu humain peut provenir du retrait d'un amalgame dentaire. L'expérience donnant même la possibilité de dater avec une grande précision la date de contamination.
À la même époque, l'ESRF devient membre du projet Green (GREnoble Excellence in Neurodegeneration), l’un des sept centres français d’excellence dans le domaine des maladies neurodégénératives, et qui vise l’étude de quatre maladies principales, Alzheimer, Huntington, Parkinson et la sclérose en plaques.
En 2017, les recherches menées à l'ESRF permettent de déchiffrer la structure d'une enzyme humaine restée mystérieuse jusqu'alors. L'étude du dysfonctionnement de cette enzyme générant la mélanine laisse espérer la possibilité de mieux comprendre la formation de la mélanine et de supprimer les taches de vieillesse sur la peau humaine avec de nouveaux produits cosmétiques.
La même année, une étude réalisée au synchrotron révèle que l'encre des tatouages se déplace dans le corps humain jusque dans les ganglions lymphatiques et y reste tout au long de la vie. Mais les effets des nanoparticules de dioxyde de titane utilisées dans l'encre restent encore inconnus pour les scientifiques.
Les mois suivants le début de la maladie à coronavirus 2019, une équipe de cinquante médecins épaulés par des physiciens et des mathématiciens venus du monde entier scannent des organes des victimes du Covid-19 (poumons, cerveaux, reins) afin d'en tirer des enseignements.

### Sciences de la Terre et de l'Univers

Une chambre magmatique est indiquée par le numéro 11.

Dans le domaine des sciences de la Terre, l'ESRF est capable de simuler l'éruption d'un supervolcan afin de comprendre le mécanisme d'une telle éruption et en prévoir le déclenchement ainsi que les effets dévastateurs qu'elle représenterait pour l'espèce humaine. La dernière éruption d'un super volcan remontant à 26 000 ans, en Nouvelle-Zélande. L'ESRF a pu ainsi reproduire les conditions extrêmes de pression (36 000 atmosphères) et de température (1 700 °C) qui règnent au cœur de la chambre magmatique des volcans, grâce à un bombardement de rayons X. En 2015, le laboratoire ID 27 du synchrotron aidé d'une équipe de l'Université d'Amsterdam ont prouvé que le mécanisme à l'origine de superéruptions, comme celle du parc national de Yellowstone, pouvait se produire de manière spontanée sans chute de météorites. Une telle éruption abaisserait la température terrestre de 10 °C pendant dix ans.
L'ESRF peut également faire comprendre en détail par des images tridimensionnelles comment des poudres deviennent un verre lorsqu'on les chauffe à haute température. Il peut également apporter de précieuses informations dans l'étude d'échantillons de fer très fortement comprimés jusqu'à 3,5 millions d'atmosphères et chauffés à une température de 6 000 °C. Grâce à ces données et en les comparant avec les mesures fournies par les sismomètres déposés par les missions Apollo, des physiciens ont conclu que le noyau de la Lune est semblable à celui de la Terre et mesure 250 km de rayon avec une enveloppe liquide plutôt fine de 80 km d'épaisseur,. Une autre étude menée en 2013 par des scientifiques du CEA, de l'ESRF et du CNRS a permis de réévaluer la température du noyau de la Terre. Ce dernier étant constitué du noyau interne solide (la « graine ») et du noyau externe liquide, possède ainsi à la frontière de ces deux noyaux une température proche de celle de la fusion du fer soumis à une pression de 330 gigapascals (GPa). Les chercheurs ont pu déterminer grâce aux rayons X l’état solide ou en fusion d'un échantillon de fer chauffé par un rayon laser jusqu’à des valeurs de 4 800 °C et 220 gigapascals pour enfin extrapoler la température jusqu'à 330 gigapascals. Les mesures donnent une température du noyau terrestre de 3 800 °C à 5 500 °C suivant la profondeur.

### Art

La Joconde (1506).

Dans le domaine de l'art, l'ESRF a permis en 2010 de mieux comprendre le sfumato, une technique utilisée par de grands peintres comme Léonard de Vinci. Avec le soutien du musée du Louvre et après examen de sept de ses tableaux par spectrométrie de fluorescence des rayons X, réalisée directement devant les œuvres au musée du Louvre, les scientifiques ont compris que ce dernier avait utilisé ses doigts pour passer des dizaines de couches de vernis pour peindre La Joconde, La Vierge aux rochers ou encore La Madone à l'œillet. L'artiste se démarquait ainsi par la précision de l'application de ses couches de vernis, qui pour certaines étaient cinquante fois plus fines qu'un cheveu humain.
En 2015, la revue Applied Physics Letters informe le monde de l'art que le sulfure de cadmium connu aussi comme étant le pigment jaune de cadmium est sujet à un processus d'oxydation lors d'une exposition à la lumière, se transformant alors en sulfate de cadmium très soluble dans l'eau et incolore. Grâce à des expériences menées au synchrotron européen, les chercheurs mettent en évidence les processus chimiques qui se produisent dans la peinture décolorée et cette étude permet de définir de nouvelles mesures de conservation pour certains tableaux de maîtres. Ainsi, le peintre Henri Matisse a utilisé une qualité de pigment de jaune de cadmium qui se dégrade dans le temps et une décoloration de l'ivoire d'un tableau de Vincent van Gogh a déjà été observé. Un processus identique est mis en évidence en 2020 dans le tableau Le Cri d'Edvard Munch où l'humidité transforme le sulfure de cadmium en chlorure de cadmium.
L'ESRF apporte également une aide au monde de la sculpture puisqu'en 2015 des études menées à l'ESRF ont permis d’analyser la composition de la pâte à modeler utilisée par Auguste Rodin. Des échantillons millimétriques de deux de ses œuvres dégradées par le temps, datant de 1912 pour Hanako et 1913 pour Clemenceau, ont été étudiés aux rayons X ultra brillants permettant de comprendre que Rodin utilisait deux types de matériaux modernes de modelage, proches de la pâte à modeler. Des protocoles de nettoyage et conservation ont ainsi été mis au point comme l'utilisation d'un nettoyage au laser en cas de salissure légère ou moyenne, ou d'utilisation de Carboxyméthylcellulose sur papier absorbant dans les autres cas,.
En mars 2018, une étude publiée dans la revue Angewandte Chemie révèle que le synchrotron européen a permis de caractériser les techniques et constituants du procédé de trichromie breveté en 1868 par l'inventeur de la photographie couleur, Louis Ducos du Hauron. Cet inventeur a utilisé des pigments, de la gélatine bichromatée, du collodion ou encore de la résine pour les trois couleurs.
Fin 2018, les études menées au synchrotron permettent de comprendre la technique utilisée par Rembrandt pour donner du relief à ses peintures. L'artiste du XVIIe siècle utilisait la technique d'empâtement pour donner du relief mais l'ingrédient extrêmement rare mis en évidence est la plombonacrite, de formule chimique Pb5(CO3)3O(OH)2.

## Organisation

### Directeur général
| Mandat    | Nom              | Pays d'origine | Note                                                        |
| --------- | ---------------- | -------------- | ----------------------------------------------------------- |
| 1992-2001 | Yves Petroff     | France         | deviendra en 2018 directeur du synchrotron brésilien (LNLS) |
| 2002-2008 | William Stirling | Royaume-Uni    | deviendra directeur de l'Institut Laue-Langevin en 2014     |
| 2009-2024 | Francesco Sette  | Italie         | lauréat du prix Friedel-Volterra 2019                       |
| 2024-     | Jean Daillant    | France         | directeur général du synchrotron SOLEIL jusqu'en 2024       |

### États membres
À ses débuts, le synchrotron compte douze pays membres. En 2017, les pays membres du synchrotron sont au nombre de vingt-deux dont neuf membres aux contributions plus modestes. Entre-temps, l'organisation s'est élargie bien au-delà du cadre européen puisque les deux derniers pays à y être entrés sont la Russie en décembre 2013 et l'Inde en avril 2017.
Les États membres et leur contribution financière entre parenthèses sont :
- France (27,5 %)
- Allemagne (24 %)
- Italie (13,2 %)
- Royaume-Uni (10,5 %)
- Russie (6 %)
- Espagne (4 %)
- Suisse (4 %)
- Belgique (5,8 % avec les Pays-Bas)
- Pays-Bas -
- Danemark (5 % avec Finlande, Norvège et Suède)
- Finlande -
- Norvège -
- Suède -

Ils sont rejoints par des associés scientifiques :
- Israël (1,5 %)
- Autriche (1,3 %)
- Pologne (1,0 %)
- Portugal (1,0 %)
- République tchèque (1,05 % avec Hongrie et Slovaquie)
- Hongrie -
- Slovaquie -
- Inde (0,66 %)
- Afrique du Sud (0,3 %)

## Visites guidées et médiatisation

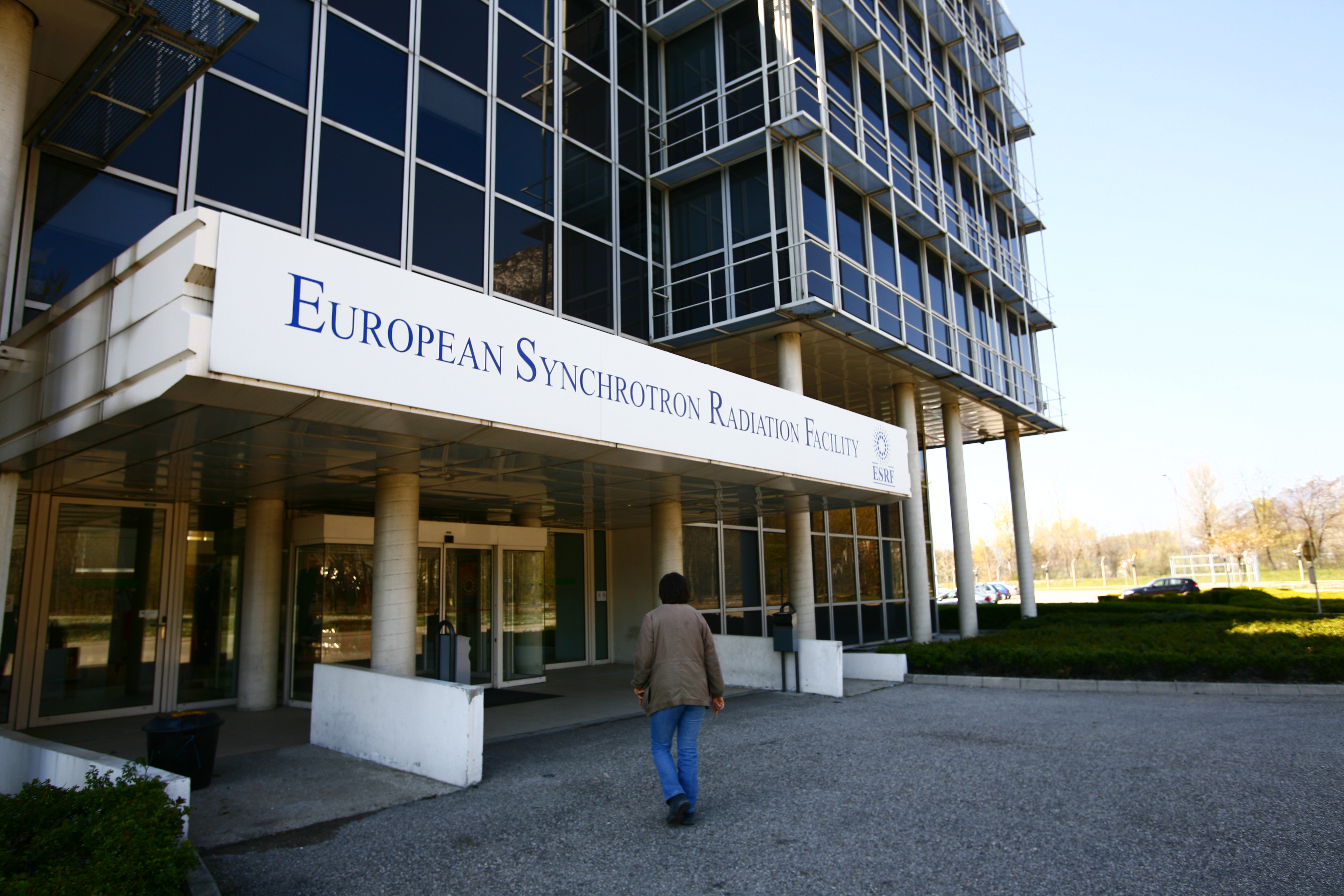
Entrée de l'ESRF.

Chaque année, les installations du synchrotron reçoivent plusieurs milliers de visiteurs venant du monde entier. Une visite comprend une présentation générale dans le centre pour visiteurs puis un circuit dans le hall expérimental qui permet de découvrir les lignes de lumière où travaillent les scientifiques. La durée de visite pour les groupes importants ou plus réduits sont de 2 heures 30. Chaque visite doit être réservée deux mois à l'avance et chaque visiteur doit avoir plus de 15 ans.
Depuis l'année scolaire 2013-2014, le synchrotron organise des journées d'immersion pour des lycéens européens permettant des rencontres avec des scientifiques ainsi que des mises en situation d'expériences scientifiques et la conduite d'un projet de recherche. Ce programme pédagogique intitulé Synchrotron@School est accompagné par l'Académie de Grenoble. Lors des deux premières éditions, 700 élèves ont participé à cette journée de découverte et 850 sont inscrits pour l'édition 2016, ouverte pour la première fois à la filière technologique.
Dans le cadre de la fête de la science, l'ESRF invite en octobre 2016, sept photographes du réseau social Instagram afin de partager leurs images sur les réseaux sociaux.
En 2021, lors de sa mission spatiale à bord de la station spatiale internationale, l'astronaute Thomas Pesquet évoque le « gros cercle blanc » de l'ESRF en prenant une photo de Grenoble,.

## Accès

### Voies routières
Depuis 2014, l'accès des véhicules s'effectue par une nouvelle entrée située à proximité de l'institut de biologie structurale et donnant sur la rue des Martyrs, voie directement accessible depuis l'échangeur de Sassenage de l'A480, plus connue sous le nom de rocade ouest de Grenoble.
- 1 : Sassenage, Polygone scientifique (demi-échangeur).

Cette installation est également accessible en cycle depuis les communes de Sassenage et Fontaine depuis la rue de l'Argentière située sur leurs territoires.

### Transport public
En transports en commun, le synchrotron est desservi par le terminus de la ligne B du tramway, ainsi que par les lignes de bus C6, 22 et 54 du réseau géré par la SEMITAG.